# Ghetto de Nowy Sącz

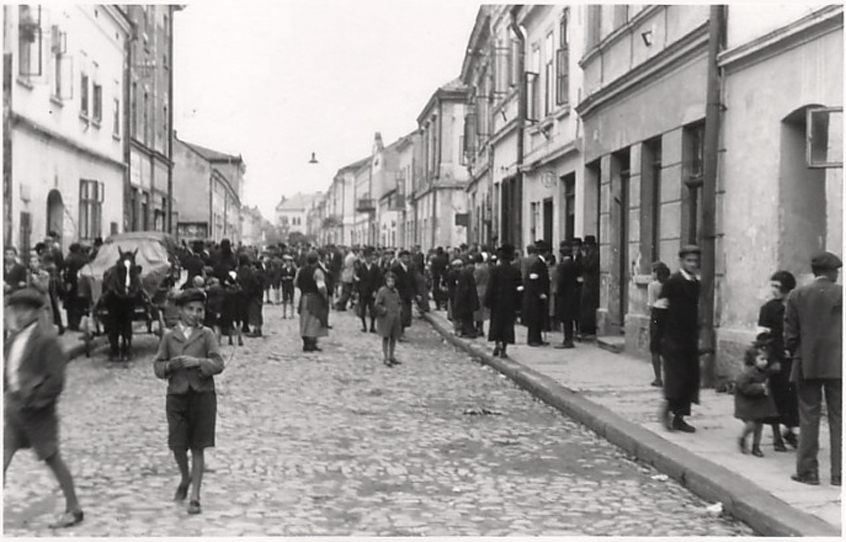
Rue du ghetto, vers 1941.

Le ghetto de Nowy Sącz, en allemand : Ghetto von Neu-Sandez et en yiddisch צאנז (Tsanz, Zanc) ou נײ-סאנץ (Nay-Sants; Nojzanc), est un ghetto juif de la Seconde Guerre mondiale créé par l'Allemagne nazie à des fins de persécution et d'exploitation des Juifs polonais dans la ville de Nowy Sącz lors de l'occupation de la Pologne (1939–45).
La déportation des Juifs n'a pas cessé depuis l'arrivée de l'armée allemande à Nowy Sącz le 6 septembre 1939, la première semaine de l'invasion de la Pologne. Les synagogues et maisons de prière sont vandalisées et transformées en entrepôts. Le ghetto est rempli de 18 000 prisonniers venant de la ville et de toutes les localités voisines et isolé de l'extérieur en juin 1941. Il est liquidé un an plus tard : tous les hommes, femmes et enfants juifs sont arrêtés et envoyés par les trains de l'Holocauste au centre d'extermination de Bełżec à la fin du mois d'août 1942.

## Contexte
Selon les archives, des Juifs vivent à Nowy Sącz au moins depuis 1469. Au cours des siècles, les Juifs contribuent à l'économie de la ville. La plupart des familles juives vivent dans le quartier de Zakamienica au bord de la rivière Kamienica. La première synagogue en brique et mortier est construite à Nowy Sącz en 1699, exonérée d'impôt. Nowy Sącz est un centre influent du judaïsme hassidique et du mouvement sioniste. Environ 30% de la population totale des 34 000 habitants de Nowy Sącz étaient juifs avant l'invasion germano-soviétique de la Pologne en 1939.
Le 6 septembre 1939, les Allemands prennent le contrôle de Nowy Sącz et rebaptisent la ville Neu-Sandez. Le commandement est confié au SS-Obersturmführer Heinrich Hamann (de) de la Gestapo. Nowy Sącz devient le siège du Kreis Neu-Sandez dans le district de Cracovie du gouvernement général, conformément au pacte germano-soviétique. La persécution des Juifs commence peu de temps après. La nouvelle administration allemande ordonne la fermeture de toutes les entreprises juives en attendant une procédure de confiscation. Au printemps 1940, le Judenrat est formé sur ordre allemand. La première exécution massive de Juifs et de Polonais a lieu en mai 1940 au cours de l'AB-Aktion. Le quartier entourant le bureau allemand de la Sicherheitspolizei est vidé des soi-disant « indésirables ». Près de 1 000 personnes sont assassinées.

## Le ghetto
Les Juifs dépossédés sont déportés à Nowy Sącz lors de plusieurs actions majeures depuis les villes voisines de Muszyna, Krynica (1 000–1 200), Piwniczna, mais aussi Łódź, Sieradz, Cracovie, Lwów et Bielsko. La formation du ghetto est décidée par Hamann en juin 1941, date à laquelle un mur de 2 à 3 mètres est érigé sur son pourtour, bien que la zone du ghetto existe déjà depuis le 12 juillet 1940. Le ghetto est composé de deux parties reliées entre elles dans le centre-ville, toutes deux très petites. L'une, autour de la rue Kazimierza Wielkiego près du château, et l'autre de l'autre côté de la rivière, dans le quartier dit Piekło, de l'autre côté du pont de la rue Lwowska. Quelque 12 000 Juifs sont contraints de s'y installer. Dans les mois suivants, davantage de Juifs y sont transférés depuis les territoires polonais annexés par l'Allemagne nazie, forcés à vivre avec peu ou rien dans des conditions de surpeuplement. 20 personnes occupent fréquemment une pièce, le ghetto dépend entièrement des autorités allemandes pour la nourriture. On y fournit des rations de famine. À l'automne 1941, une trentaine de Juifs sont arrêtés et exécutés à la suite d'une tentative d'évasion ratée à la frontière de la partie orientale de la Pologne occupée par les Soviétiques. Le nombre total de Juifs dans le ghetto passe à 18 000.

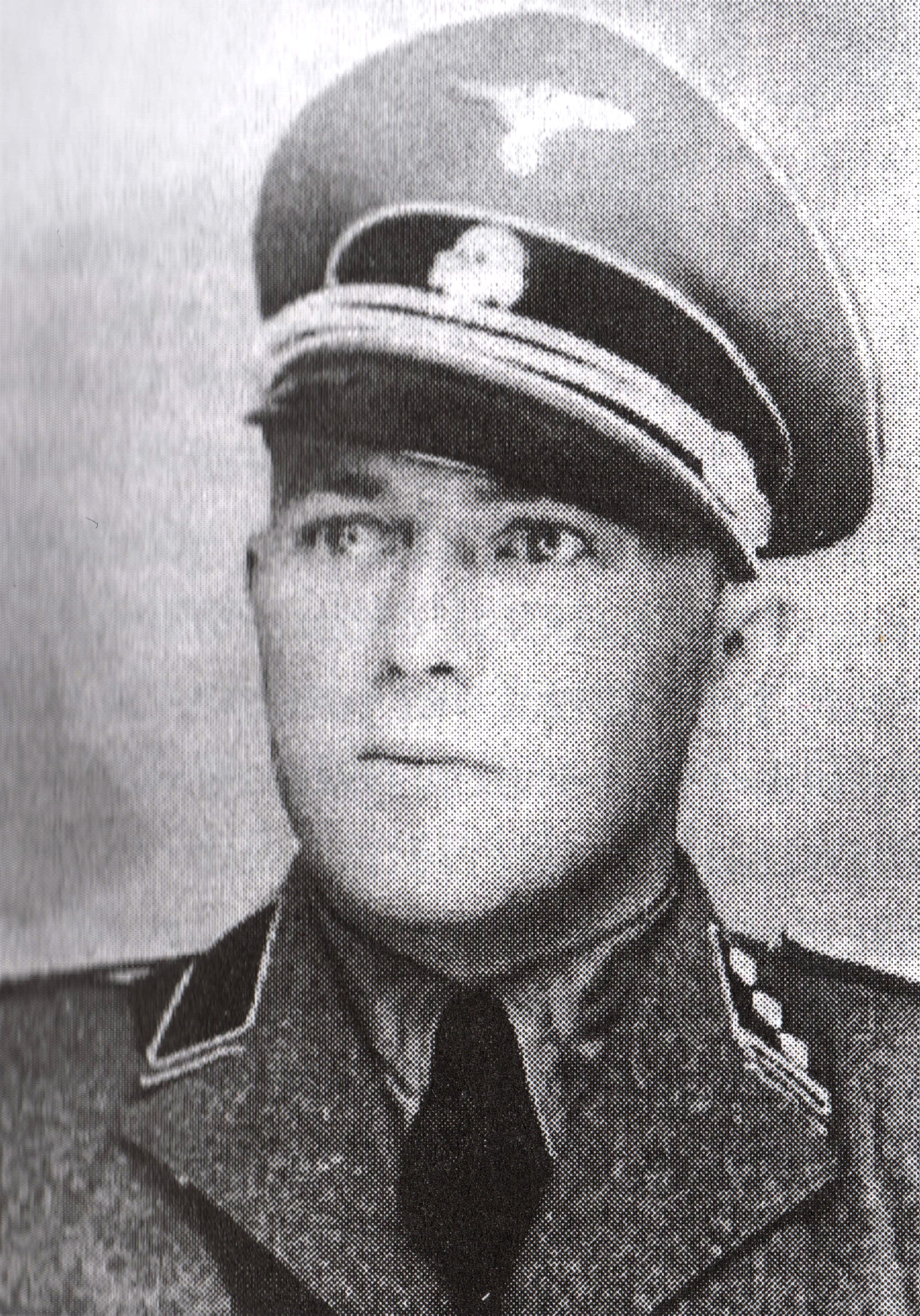
Le SS-Obersturmführer, responsable de la liquidation du ghetto.

Un certain nombre de camps de travaux forcés sont installés dans les environs de Nowy Sącz pour les prisonniers valides, y compris le camp de Rożnów (incorrectement nommé Różanów) ainsi que des camps à Stary Sącz, Chełmiec, Rytro et Lipie. Plusieurs centaines d'hommes sont envoyés à Rabka. Les travailleurs forcés juifs sont dans le ghetto de Zakamienica, situé entre la rive du fleuve et les rues de Zdrojowa (au nord), Hallera, Barska et Lwowska (au sud). Au total, 2 500 Juifs y sont envoyés. Un système d'escalade progressive de la terreur est mis en place avec des exécutions annoncées publiquement. Environ 200 hommes sont assassinés pour des activités sionistes présumées, 70 autres sont abattus pour trafic de cigarettes présumé, tous deux à deux jours d'intervalle.
Au cours de l'Aktion Reinhard qui marque la phase la plus meurtrière de la Shoah, à partir du 23 août 1942, la dernière action de liquidation du ghetto se déroule sur trois jours, sous couvert de « réinstallation à l'Est » (Umsiedlung). Auparavant, les familles avec des personnes âgées et des malades ont reçu l'ordre de déménager dans le ghetto de la rue Kazimierza Wielkiego. La plupart de ceux qui n'ont pas pu quitter leur domicile sont abattus à bout portant par la Ordnungspolizei lors de rafles organisées tôt le matin (Łapanka). La longue colonne de prisonniers juifs, rassemblés pour la déportation est conduite dans un champ ouvert près de la rivière, non loin du pont ferroviaire traversant Dunajec. On leur a ordonné d'emporter de la nourriture pour le voyage, des bagages légers et les clés de leur domicile. Ils doivent prétendument être transférés dans des camps de travail du Reichskommissariat Ukraine. Au cours d'une sélection, environ 750 jeunes hommes sont envoyés dans des camps de travail des environs de Muszyna, Rożnów et Sędziszów Małopolski. Tous les autres Juifs, au moins 15 000, sont gardés la nuit au bord de la rivière, puis emmenés en trois convois de la mort au centre d'extermination de Bełżec du 25 au 28 août 1942. Le ghetto de Neu-Sandez (Nowy Sącz) n'existe plus.
Le commandant de la ville et chef du SD Heinrich Hamann a tué des dizaines de Juifs de ses propres mains durant l'existence du ghetto et sa liquidation meurtrière. Il mène ensuite une vie normale en Allemagne de l'Ouest, jusqu'à son arrestation vingt ans après les faits par les autorités allemandes et son jugement en 1962 à Bochum avec 14 de ses collaborateurs pour complicité dans l'assassinat de 17 000 juifs polonais de Neu-Sandez. Hamann est accusé de 76 meurtres sur la base des témoignages  et est condamné à une peine d'emprisonnement à perpétuité.

## Sauvetages
L'une des missions de sauvetage les plus importantes à Nowy Sącz est menée par Anna Sokołowska, née Hadziacka, une enseignante catholique qui tient un refuge pour les étudiants juifs dans son appartement du 10 rue Szujskiego. Elle leur procure de faux documents, achète de la nourriture, des vêtements, des médicaments, héberge les malades, trouvé des familles polonaises pour les enfants juifs et transmet la correspondance du ghetto. Elle est arrêtée par la Gestapo avec deux femmes juives dans sa maison et envoyée à Ravensbrück où elle est tuée par une injection de phénol selon un témoin. Les survivants juifs se sont souvenus d'elle, et elle a reçu le titre de Juste en 1989.

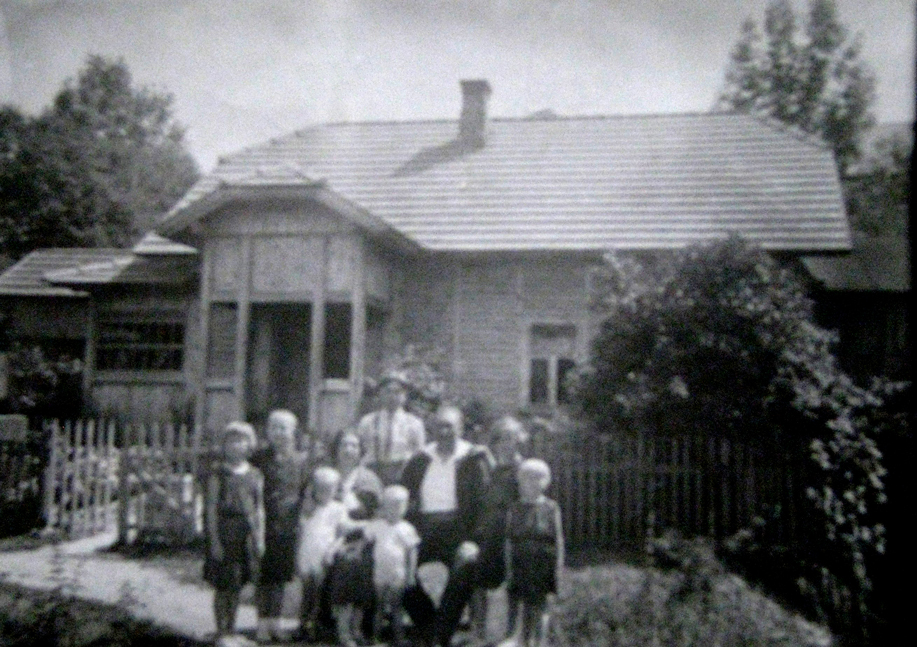
La famille Król, Justes polonais de Krasne (vers 1937–1939) devant leur maison à l'ouest de Nowy Sącz. Assis: Piotr Król (décédé en 1956) et Zenobia (décédée en 1979), tous deux reconnus Justes par Yad Vashem à titre posthume en 1982.

Un jour avant la liquidation du ghetto, la famille juive d'Emil et Sala Steinlauf avec leurs quatre enfants : Lola, Leon, Róża (Rosa) et Janina, parviennent à s'échapper. Ils connaissent la famille Król, composée de Zenobia et Piotr Król et leurs sept enfants ; les Steinlauf ont par le passé aidé les Króls à survivre à l'hiver 1939. En signe de gratitude, Zenobia et Piotr fournissent à leurs amis de la nourriture dans le ghetto, au péril de leur vie car une telle action est punie de mort. Après leur évasion, les Król les cachent dans leur grenier pendant les trois années suivantes. Leurs enfants jouent ensemble en se cachant ; entre le 15 août 1942 et le 30 janvier 1945, tous ont survécu. Les Steinlauf émigrent en Israël après la fin de la guerre, mais les deux familles restent en contact. Neuf membres de la famille Król ont reçu le titre de Justes en janvier 1982.
Au cours de la liquidation du ghetto, deux sœurs juives Helena (Lena) et Genowefa Brandel-Buchbinder (23 et 29 ans) se sont échappées habillées en filles de ferme. Leurs frères Kazimierz (24 ans) et Władysław se sont échappés du camp de travaux forcés de Chełmiec pour les rejoindre. Ils ont trouvé refuge dans la maison éloignée de la famille Sikoń. La famille Sikoń n'ayant elle-même pas grand-chose à manger, les enfants Sikoń ont volé de la nourriture dans les fermes voisines pour les nourrir tous. Genowefa est morte en mars 1943 de la tuberculose. Les autres ont survécu à la guerre. Zofia Sikoń est décédée en 1971 ; les enfants Sikoń, Stanisław et Anna, ont reçu le titre de Justes en mai 2000.
Le médecin juif, Juliusz Hellereich (Bernard Ingram) et sa fiancée polonaise Irena ont trouvé refuge dans le petit appartement de l'avocat Marian Gołębiowski. À la recherche de cachettes sûres, Gołębiowski voyage avec eux sous de faux noms. Tous les trois restent ensemble jusqu'à la fin de l'occupation et survivent tout en aidant d'autres personnes. Gołębiowski est honoré par Yad Vashem en 1989 à l'âge de 90 ans. Stefan Kiełbasa (18 ans), habitant à Nowy Sącz, a été abattu avec l'un de ses amis chrétiens en 1942 par la Gestapo pour avoir fourni aux Juifs de faux papiers d'identité « aryens ». Stanisław Adamczyk du comté de Nowy Sącz est battu à mort par les Allemands au printemps 1943 pour avoir abrité un Juif. Un autre Polonais chrétien du comté de Nowy Sącz, le médecin Józef Pietrzykowski, est arrêté et exécuté à l'hiver 1942 pour avoir aidé un enfant juif malade.